# جو گانز
جو گانز (انگلیسی: Joe Gans؛ ۲۵ نوامبر ۱۸۷۴ – ۱۰ اوت ۱۹۱۰) بوکسور اهل ایالات متحده آمریکا بود.